# Шаби Алонсо
Шабијер Алонсо Олано (баск. Xabier Alonso Olano; Толоса, 25. новембар 1981) јесте шпански фудбалски тренер и бивши фудбалер баскијског порекла. Тренутно је тренер Реал Мадрида. Многи га сматрају једним од најбољих везњака своје генерације као и једним од најперспективнијих младих фудбалских тренера.
Играчку каријеру је почео у Реал Сосиједаду. Једну сезону је провео на позајмици у Еибару. Убрзо је постао капитен Сосиједада. У сезони 2002/03. с клубом је био вицепрвак Ла лиге. У августу 2004. прешао је у Ливерпул. У дебитантској сезони с клубом освојио је Лигу шампиона. Постигао је изједначујући гол у финалу такмичења против Милана (3 : 3, пенали: 3 : 2). Следеће сезоне с клубом је био првак ФА купа и Комјунити шилда.
У Реал Мадрид је прешао пред почетак сезоне 2009/10. У мадридском клубу је провео пет сезона и за то време био првак Ла лиге 2011/12. и Лиге шампиона 2013/14. Потписао је за Бајерн Минхен 2014. С Бајерном је трипут био првак Бундеслиге. Играчку каријеру је завршио 2017.
Дебитански наступ за сениорску репрезентацију Шпаније имао је 2003. у победи од 4 : 0 над Еквадором. Алонсо је у дресу Шпаније освојио Европско првенство 2008, Европско првенство 2012. и Светско првенство 2010. Своју земљу је представљао и на Европском првенству 2004. и светским првенствима 2006. и 2014, после којег је и завршио каријеру у репрезентацији. Укупно је одиграо 114 утакмица за репрезентацију Шпаније.
Годину дана након завршетка играчке каријеру почео је тренерску. Најпре је тренирао омладинце Реал Мадрида а у јуну 2019. постао је тренер резервне екипе Реал Сосиједада. У својој другој сезони клуб је одвео у Другу лигу Шпаније. Напустио је клуб маја 2022. Пет месеци касније именован је за новог тренера Бајер Леверкузена. Историјски подвиг је остварио у својој другој сезони с клубом (2023/24) када је освојена Бундеслига што је била прва титула за Леверкузен у домаћем првенству од оснивања клуба.

## Каријера
Алонсо је за Ливерпул потписао 2004. Одиграо је 210 утакмица и постигао 19 голова. Јуна 2007. Алонсо потписује петогодишњи уговор, али је већину времена провео ван терена због повреде. Алонсова последња сезона је била 2008/09. после које прелази у Реал Мадрид.
Дана 29. августа 2014. Алонсо је прешао у Бајерн Минхен потписавши двогодишњи уговор.

## Највећи успеси

### Играчки
Ливерпул
- Лига шампиона (1) : 2004/05. (финалиста 2006/07.)
- Суперкуп Европе (1) : 2005.
- ФА куп (1) : 2005/06.
- Комјунити шилд (1) : 2006.

Реал Мадрид
- Лига шампиона (1) : 2013/14.
- Суперкуп Европе (1) : 2014.
- Првенство Шпаније (1) : 2011/12.
- Куп Шпаније (2) : 2010/11, 2013/14.
- Суперкуп Шпаније (1) : 2012.

Бајерн Минхен
- Првенство Немачке (3) : 2014/15, 2015/16, 2016/17.
- Куп Немачке (1) : 2015/16.
- Телеком куп Немачке (1) : 2014.
- Суперкуп Немачке (1) : 2016.

Репрезентација Шпаније
- Светско првенство (1) : 2010.
- Европско првенство (2) : 2008, 2012.

### Тренерски
Бајер Леверкузен
- Првенство Немачке (1) : 2023/24.
- Куп Немачке (1) : 2023/24.
- Суперкуп Немачке (1) : 2024.
- Лига Европе : финалиста (2023/24.)